# François Nivard Charles Joseph d'Hénin
François Nivard Charles Joseph d'Hénin, né le 21 août 1771 à Lille (Nord), mort le 21 novembre 1847 à Paris, est un général français de la Révolution et de l’Empire. 
Fils de Charles Constant d'Hénin, qui lui est négociant, bourgeois de Lille par achat en date du 7 juillet 1690, et de Marie Catherine Soiret, fille de Charles et Marie de Surlis fut baptisé le 21 août 1771 en la paroisse Sainte Catherine à Lille,.

## État des services
Il entre en service le 22 juillet 1789, dans la garde nationale de Lille. Le 10 octobre 1791 il obtient un brevet de sous-lieutenant au 87e régiment d’infanterie, il est nommé lieutenant le 5 mai 1792, et capitaine le 13 juillet 1793. Il est employé à Saint-Domingue de 1791 à 1794.
En mars 1795, il devient adjoint aux adjudants-généraux à l’armée des côtes de Cherbourg, et le 25 janvier 1796 il passe capitaine au 2e régiment de chasseurs à cheval. Le 15 mars 1796 il est affecté à Constantinople avec le général Aubert du Bayet.  
Le 23 janvier 1798, il est adjoint à l'adjudant général Sherlock, puis au mois de novembre il devient aide de camp du général Macdonald à l’armée de Naples. Il se distingue à la bataille de Trebbia le 19 juin 1799, et il est nommé chef d’escadron sur le champ de bataille par le général Macdonald. 
En janvier 1800 il est affecté à l’état-major de la 17e division militaire, puis il rejoint l’armée des Grisons.
Il est nommé chef de brigade le 24 juin 1801, et en décembre 1801 il participe à Expédition de Saint-Domingue, dans la division du général Boudet. Il est nommé adjudant-commandant le 26 mars 1802. Il est blessé à l’attaque du camp Vallière, et il est promu général de brigade le 16 octobre 1802 par le général Leclerc. Il est blessé d’un coup de feu au côté droit le 26 octobre 1802 au combat du Haut Cap. Commandant de la place de Saint-Marc il capitule le 2 septembre 1803, et il est envoyé en Angleterre comme prisonnier de guerre. Il est fait chevalier de la Légion d’honneur le 19 mai 1809. 
Remis en liberté il rentre en France et le 2 mars 1811, il est mis à la disposition du ministère de la guerre. Le 30 septembre 1811, il est mis dans le corps d’observation de l’Elbe, renommé corps d’observation de l’Océan le 15 janvier 1813.
Le 1er avril 1812 il commande une brigade d’infanterie de la 11e division du 3e corps d’armée lors de la campagne de Russie. Il est nommé officier de la Légion d’honneur le 30 août 1812, et il est blessé à la bataille de Borodino le 7 septembre 1812. Il est créé baron de l’Empire le 18 octobre 1812. Il passe commandeur de la Légion d’honneur le 18 octobre 1812.
Le 29 janvier 1813 il est autorisé à rentrer en France, et le 29 mars 1813 il prend le commandement de la 2e brigade de la 31e division d’infanterie du 4e corps d’armée. Il participe à la bataille de Leipzig dans la 31e division du 11e corps d’armée, et il est fait prisonnier au cours de cette bataille le 19 octobre 1813.
De retour en France le 15 mai 1814, le roi louis XVIII, le fait chevalier de Saint-Louis le 27 juin 1814, et il le nomme lieutenant-général le 27 janvier 1815.
Il est élevé à la dignité de grand officier de la Légion d’honneur le 3 novembre 1827.
Il est créé vicomte par lettres patentes du 25 février 1830. Il meurt le 21 novembre 1847, à Paris.

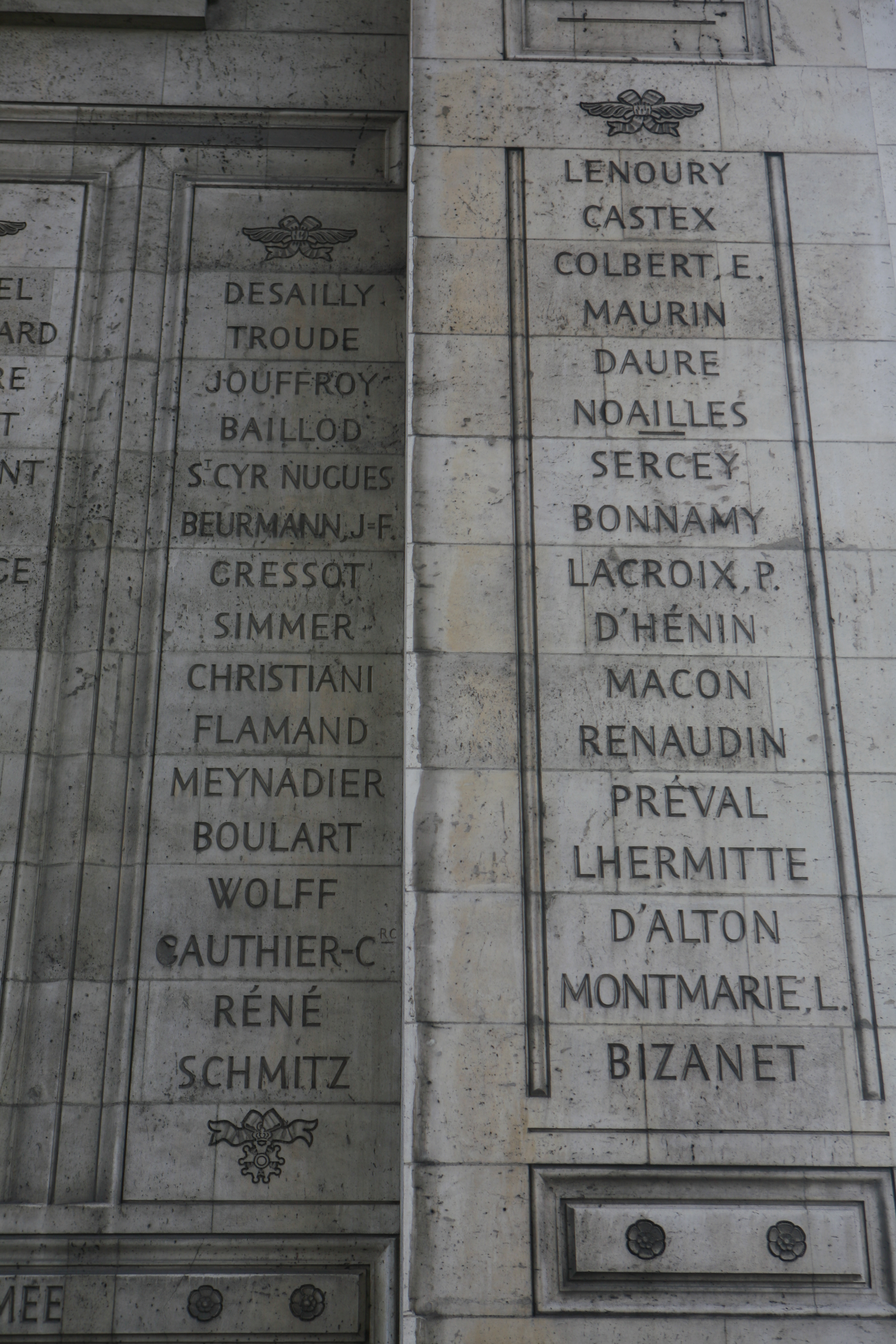
Noms gravés sous l'arc de triomphe de l'Étoile : pilier Sud, 39e et.

## Hommage
Son nom est inscrit sous l'arc de triomphe de l'Étoile pilier Sud, 40e colonne.

## Famille
Le 1er mai 1806, il a épousé Eléonore Jeanne Dickson ; ils ont :
- Sophie Anne Hamilton, né le 12 novembre 1808 à Chesterfield Grande-Bretagne
- Alfred, né en décembre 1812, mort à 20 mois le 3 septembre 1814.
- Adèle Eléonore, née le 15 mars 1815 à Chartres
- Arthur Jules Alexandre, baron, né le 15 novembre 1825 à Périlleux, mort 1875, enterré dans Brompton Cemetery, Londres, Angleterre.

## Sources
- (en) « Generals Who Served in the French Army during the Period 1789 - 1814: Eberle to Exelmans »
- Thierry Pouliquen, « Les généraux français et étrangers ayant servis [sic] dans la Grande Armée » (consulté le 13 janvier 2014)
- Docteur Robinet, Jean-François Eugène et J. Le Chapelain, Dictionnaire historique et biographique de la révolution et de l'empire, 1789-1815, volume 2, Librairie Historique de la révolution et de l’empire, 886 p. (lire en ligne), p. 161.
- (pl) « Napoléon.org.pl »